# Никола Јовић
Никола Јовић (Лестер, 9. јун 2003) српски је кошаркаш. Игра на позицији крилног центра, а тренутно наступа за Мајами хит.

## Каријера

### Клуб
Рођен је у енглеском граду Лестеру, где је његов отац Илија играо кошарку. Јовићи су из Косова, тачније из Орлића, код Книна. Никола је одрастао играјући ватерполо за ВК Партизан као и кошарку. Играо је за млађе категорије КК Сава пре него што се придружио омладинском тиму Мега Баскета 2018. године. На јуниорском турниру Евролиге 2020/21. у Београду, просечно је бележио 29,3 поена, 10,3 скока, 4,5 асистенција и 1,8 блокада за 28 минута по утакмици, док је шутирао 66% из игре и 17% из три и освојио МВП награду.
За сениорски тим Мега Баскета је дебитовао у фебруару 2021. на турниру Купа Радивоја Кораћа у Новом Саду. Јовић је 19. марта дебитовао у Јадранској лиги поразом од Сплита резултатом 74:65, забележивши 10 поена и 9 скокова за 21 минут игре. Дана 10. јуна 2021, дан након свог 18. рођендана, потписао је свој први професионални уговор са Мегом.
У априлу 2022. именован је за најбољег младог играча Јадранске лиге за сезону 2021/22. Током сезоне 2021/22, Јовић је у просеку постизао 11,7 поена док је шутирао 42,8 одсто из игре, 35,6 одсто на тројке и 75,4 одсто из слободног бацања, 4,4 скока, 3,4 асистенције уз 2,7 изгубљених лопти и 0,4 блокаде по утакмици у 25 наступа.
У априлу 2022, Јовић се пријавио за НБА драфт 2022. Дана 23. јуна 2022. присуствовао је НБА драфту 2022. одржаном у Барклис центру у Бруклину. Изабран је на драфту у првој рунди као 27. пик од стране Мајами Хита.

### Репрезентација
Био је члан младе репрезентације Србије на Светском првенству у кошарци за играче до 19 година 2021. Током седам турнирских утакмица, просечно је бележио 18,1 поен, 8,3 скока и 2,9 асистенција по утакмици. Изабран је у први тим турнира.
У фебруару 2022. дебитовао је за репрезентацију Србије у квалификацијама за Светско првенство 2023. године.  Са репрезентацијом Србије је освојио сребрну медаљу на Светском првенству 2023 које је играно у Индонезији, Јапану и на Филипинима.

## Успеси

### Репрезентативни
- Олимпијске игре:  2024.
- Светско првенство:  2023.

### Појединачни
- Најбољи млади играч Јадранске лиге: 2021/22.

## Статистика

### НБА статистика

#### Регуларни део сезоне
| Сезона   | Екипа      | ОУ | СУ | МПУ  | ПШ%  | 3П%  | СБ%  | СПУ | АПУ | УПУ | БПУ | ППУ |
| -------- | ---------- | -- | -- | ---- | ---- | ---- | ---- | --- | --- | --- | --- | --- |
| 2022/23. | Мајами хит | 15 | 8  | 13.6 | .406 | .229 | .947 | 2.1 | .7  | .5  | .1  | 5.5 |
| Каријера | Каријера   | 15 | 8  | 13.6 | .406 | .229 | .947 | 2.1 | .7  | .5  | .1  | 5.5 |